# Mind: The Perpetual Intercourse
Mind: The Perpetual Intercourse är ett album av industrialbandet Skinny Puppy som släpptes 1986. Skivan innehöll singeln "Dig It", vilken influerade flera industrimusik-band, exempelvis Nine Inch Nails.

## Låtlista
1. "One Time One Place" – 5:41
2. "God's Gift (Maggot)" – 4:46
3. "Three Blind Mice" – 3:08
4. "Love" – 1:43
5. "Stairs and Flowers" – 5:17
6. "Antagonism" – 5:03
7. "200 Years" – 4:45
8. "Dig It" – 6:03
9. "Burnt with Water" – 7:41
10. "Chainsaw" – 5:55 *
11. "Addiction (Second Dose)" – 6:01 *
12. "Stairs and Flowers (Too Far Gone)" – 6:35 *
13. "deep down Trauma Hounds (Remix)" – 7:32 *

Alla sånger av Ogre/Key.
"Dig It" ersattes av dess 12"-version på CD-utgåvan; vilken varade 7:40. På vinylutgåvan slutade "Burnt with Water" med att skivans låsspår (som hindrar tonarmen från att fortsätta ut på etiketten) upprepade frasen "Amen, Lord, hear my prayer" oändligt.
Spåren 10-13 förekommer enbart på CD-utgåvan.